# Karlův hvozd

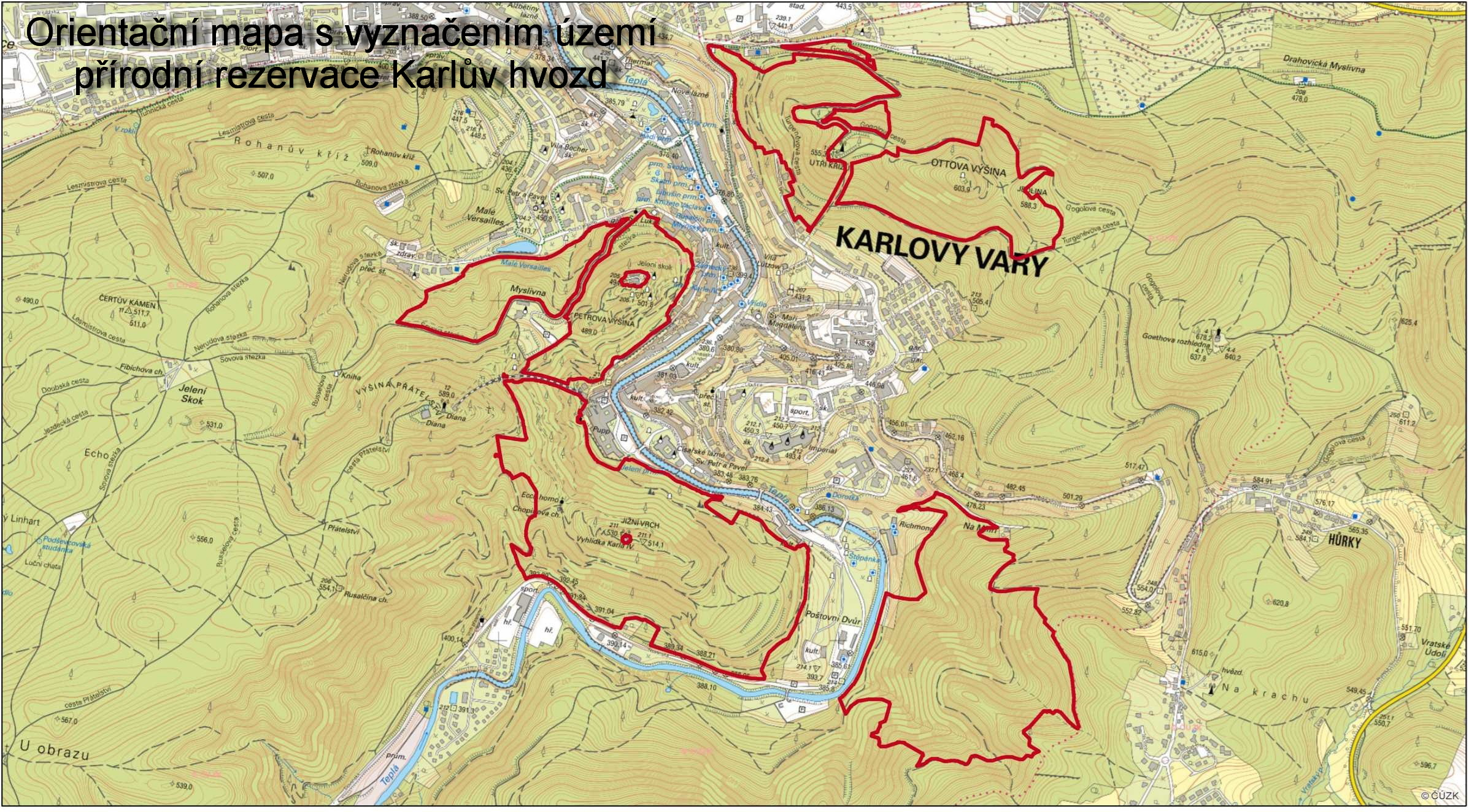
Orientační mapa území rezervace

Karlův hvozd je přírodní rezervace v Karlových Varech v CHKO Slavkovský les. Rezervaci tvoří osm částí oddělených dopravní infrastrukturou a dalšími lesními porosty, obklopující Karlovy Vary. Všechny části se nachází na obtížně přístupných svazích, zvedajících se především nad údolím řeky Teplé a svahy pravého břehu Ohře. Díky své nepřístupnosti zde zůstaly zachovány fragmenty starých bučin s množstvím mrtvého dřeva. Území leží v centru karlovarských lázeňských lesů, které jsou protkány sítí stezek a cest. Staré porosty jsou biotopem celé řady lesních druhů živočichů i rostlin vázaných na odumírající a mrtvé dřevo.
Péčí o území je pověřena správa CHKO Slavkovský les.

## Historie
Návrh na vyhlášení rezervace zpracovala Správa CHKO Slavkovský les v roce 2018. Následně byl návrh upraven a došlo k novému vymezení hranice rezervace. Přírodní rezervace dostala název „Karlův hvozd“ na počest Karla IV., zakladatele Karlových Varů.
Vyhlášení chráněného území je výsledkem spolupráce Lázeňských lesů s Agenturou ochrany přírody a krajiny, regionální správou CHKO Slavkovský les. Vznik rezervace podpořilo i město Karlovy Vary.
Chráněné území vyhlásil Krajský úřad Karlovarského kraje s účinností od 12. června 2022.

## Přírodní poměry
Přírodní rezervace s rozlohou 126,7 hektarů leží téměř celá na lesních pozemcích, nelesní pozemky tvoří necelé jedno procento chráněného území. Podle geomorfologickém členění Česka se nachází v severovýchodní části geomorfologického celku Slavkovský les v nadmořské výšce 384–604 metrů.
Geologické podloží chráněného území tvoří granit až granodiorit krušnohorského resp. karlovarského plutonu, z pozdního období hercynského vrásnění.
Středem území protéká řeka Teplá, severním okrajem řeka Ohře.
Téměř 90 procent území tvoří porosty acidofilních bučin s dominantním bukem lesním (Fagus sylvatica). V menší míře je zastoupen javor klen (Acer pseudoplatanus), dub zimní (Quercus petraea), borovice lesní (Pinus sylvestris) a smrk ztepilý (Picea abies). Z nepůvodních druhů se zde vyskytuje modřín opadavý (Larix decidua) a borovice vejmutovka (Pinus strobus). Na celém území je časté mrtvé dřevo. Bylinné patro tvoří bika bělavá (Luzula luzuloides), kapraď rozložená (Dryopteris dilatata), věsenka nachová (Prenanthes purpurea) a šťavel kyselý (Oxalis acetosella).
Menší podíl porostů tvoří acidofilní doubrava s dominantním dubem zimním (Quercus pertaea), v bylinném patře roste metlička křivolaká (Avenula flexuosa), bika bělavá (Luzula luzuloides) a lipnice hajní (Poa nemoralis).
Jen nepatrný podíl je zastoupen květnatou bučinou s převažujícím bukem lesním a menším podílem javoru a lípy malolisté (Tilia cordata). Bylinné patro tvoří kyčelnice devítilistá (Dentaria enneaphyllos), kyčelnice cibulkonosná (Dentaria bulbifera), bažanka vytrvalá (Mercurialis perennis) a samorostlík klasnatý (Actaea spicata). Ze zvláště chráněných a ohrožených druhů rostlin zde vzácně roste bělozářka liliovitá (Anthericum liliago), roztroušeně lilie zlatohlavá (Lilium martagon).

### Fauna
Na vývraty stromů jsou vázáni netopýr rezavý (Nyctalus noctula), netopýr hvízdavý (Pipistrellus pipistrellus), netopýr stromový (Nyctalus leisleri) a žluna šedá (Picus canus). Staré porosty vyhledává lejsek malý (Ficedula parva) a holub doupňák (Columba oenas).